# Cessalas
Cessalas (francès Cessales) és un municipi occità del Lauraguès, en el Llenguadoc, dins el departament de l'Alta Garona, a la regió d'Occitània.